# Érpatak
Érpatak is een plaats (község) en gemeente in het Hongaarse comitaat Szabolcs-Szatmár-Bereg. Érpatak telt 1821 inwoners (2004).